# 沙蒂永府邸

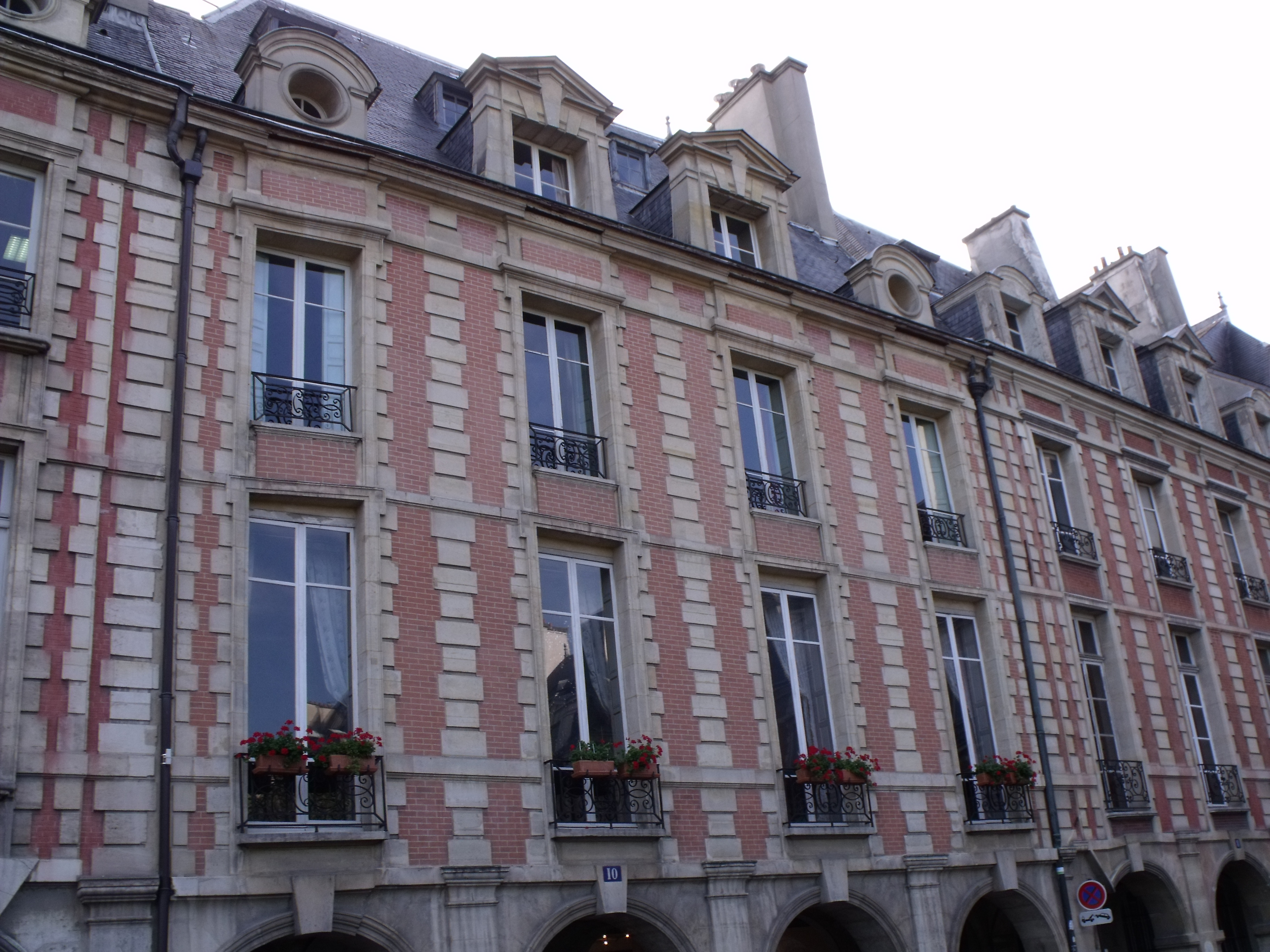
沙蒂永府邸

沙蒂永府邸（Hôtel de Châtillon）是一座17世纪法式府邸，位于巴黎第四区的孚日广场10号它位于广场的东侧，介于富尔西府邸（Hôtel de Fourcy）与拉丰府邸（Hôtel Lafont）之间。

## 历史
沙蒂永府邸建于17世纪，是由亨利四世和路易十三的皇家建筑师、工程师克洛德·沙蒂永（Claude Chastillon，1559-1616）设计。在亨利国王的倡议下，他参与了皇家广场（今孚日广场）的设计。查斯蒂永从国王那里得到了一块地，在10号建造了自己的府邸。
1920年，该建筑的立面和屋顶列为法国历史遗迹。1953年楼梯列入；1958年拱廊列入。